# 日語敬語
日語敬語是日語中用於表達敬意的表达方式，用來表示說話者、說話對象、話中人物之間的社會階級、親疏等關係。出席使用日語的許多社交場合必須使用敬語，以表達適當的身分關係和禮貌。日語的敬語系統發達，部份概念與朝鮮語極為相似（參見韓語敬語），也有和漢語類同之處（參見漢語敬語）。如果兩人年齡一樣，但在職場或在學校年資較久，除非得到前輩同意，後輩依然需要以敬語稱呼。
日語敬語一般可分為禮貌語、尊敬語和謙遜語三大類。有時也可以再另分出鄭重語和美化語兩類敬語。說話人會根據談話內容以及對象，而使用相關的辭彙或是動詞變形。
- 禮貌語（日语：丁寧語）：說話人尊敬聽話對象。
- 尊敬語（日语：尊敬語）：說話人尊敬話題裏主體的人。用於受尊敬人的動作、物品、名稱。
- 謙讓語（日语：謙讓語）：說話人通過貶低話題裏行為主體的動作，尊敬話題裏承受行為的人。
- 鄭重語（日语：丁重語）：說話人通過貶低話題裏行為主體的動作，尊敬聽話對象。
- 美化語（日语：美化語）：說話人文雅地敍述事物的特殊的詞彙。

日語的敬語與敬称不同。

## 禮貌語
禮貌語是代表說話人禮貌的敬語，代表尊重聽話對象。最大特徵是詞尾會使用（-desu）和（-masu）。一般和陌生人交流、電視節目主持人會使用禮貌語，母語不是日語的初學者也多會先學禮貌語。
| 不用禮貌語             | 使用禮貌語               | 中譯         |
| ---------------------- | ------------------------ | ------------ |
| Hon o yomu.            | Hon o yomimasu.          | 讀書。       |
| Ima wa isogashii.      | Ima wa isogashii desu.   | 現在正在忙。 |
| Heya wa kirei da.      | Heya wa kirei desu.      | 房間很乾淨。 |
| Watashi wa gakusei da. | Watashi wa gakusei desu. | 我是學生。   |

## 尊敬語
尊敬語代表尊敬話題裏施行行為的人。話題提及社會階級較高的人，例如長輩、師長、上司、客戶等，便會使用尊敬語。提及說話人自身的時候，不用尊敬語。
對動作主體表示尊敬有四個方法：
1. 用特殊尊敬語動詞，和一般用語完全不一樣。例如動詞（suru，做），尊敬語動詞則為（nasaru）。動詞（hanasu，說），尊敬語動詞則為「／」（ossharu）。
2. 使用句型。一般沒有相應尊敬語的動詞，也可以換成（連用形），前加（o-）、後加（ni naru），使之成為尊敬語。例如（yomu, 讀），尊敬語可以用（o-yomi ni naru）。
3. 使用句型。將一般動詞換成（連用形），前加（o-）、後加（desu），也成為尊敬語。例如（yomu, 讀），尊敬語可以用（o-yomi desu）。
4. 動詞被動形也可以當尊敬語使用。尊敬語亦可說成

除了動詞外，部分名詞也有尊敬語。例如（sono hito, 那個人），尊敬語是（sono kata, 那一位）。一般情况下，大部分名詞前可以加上詞頭表示尊敬。日语固有词通常加（o-），例如（o-kao, 臉）、（o-hanashi, 話），漢字詞通常加（go-），例如（go-jōdan, 玩笑）、（go-ryōshin, 双亲），不過也有（o-sōshiki, 喪禮）等例外。如写成汉字，两者均作。
部分形容詞也加上（o-）、（go-）做成尊敬語，规则与名词类似。例如（o-isogashii，忙）、（o-genki，健康）、（go-manzoku，滿足）、（go-buji，平安）。

## 謙讓語
謙讓語又稱謙遜語，說話人通過謙虛地講述、甚至是貶低話題中行為主體的動作，用來對接受行為的人表示尊敬。行為主體是說話人自身的時候，也可以用謙讓語。
謙讓語可以用特殊詞彙來表示，例如自有一套動詞。例如一般動詞（suru, 做），謙讓語動詞則為（itasu）。一般動詞（hanasu，說話）和（iu，說話），謙讓語動詞則為（mōsu）。
另外，如果沒有相對的謙讓動詞，可以使用句型。一般動詞換成（連用形），前加或、後加或，便可成為謙讓語。例如（motsu, 拿），謙讓語可以說成（o-mochi suru），（annai suru，介紹）謙讓語可以說成。句型後面的（suru）可以進一步使用謙讓語（itasu），使整個句型成為。
| 一般用語                                        | 使用謙讓語                                              |
| Watashi wa tomodachi o tetsudau. 我幫朋友忙。   | Watashi wa sensei o o-tetsudai suru. 我幫老師忙。       |
| Imōto wa tomodachi ni au. 妹妹見朋友。          | Imōto wa sensei ni omenikakaru. 妹妹拜會老師。          |
| Watashi wa tomodachi no ie ni iku. 我去朋友家。 | Watashi wa sensei no o-taku ni ukagau. 我拜訪老師府上。 |

部分謙讓語已經成為固定短語，例如（itadaku）本為（morau, 收取）的謙讓語，但這個動詞的禮貌語體（itadakimasu）則是吃喝之前所說的寒暄話。

## 鄭重語
鄭重語代表說話人尊敬聽話人。通過貶低話題裏行為主體的動作，尊敬說話對象。說話人描述自己行為的時候就可以使用鄭重語，以謙讓的語氣表達對聽者的敬意。
鄭重語可能自有一套動詞，但大部分用謙讓語的詞彙。也應該一起使用禮貌語的。例如動詞「做」，一般為，鄭重語則為。「（名字）叫」一般為，鄭重語則為。有鄭重語專門詞彙的動詞，例如「有」，一般為，謙讓語動詞則為。
例：［本公司的］電車要來了。
- 一般：
Densha ga kuru.
- 禮貌語：
Densha ga kimasu.
- 鄭重語：
Densha ga mairu.
- 鄭重語+禮貌語：
Densha ga mairimasu.

## 不規則動詞一覽
| 中譯   | 一般                | 禮貌語                 | 尊敬語                                            | 謙讓語                              | 鄭重語                                             |
| ------ | ------------------- | ---------------------- | ------------------------------------------------- | ----------------------------------- | -------------------------------------------------- |
| 有     | ある aru            | あります arimasu       |                                                   |                                     | ござる（ございます） gozaru (gozaimasu)            |
| 有     | いる iru            | います imasu           | いらっしゃる irassharu おいでになる o-ide ni naru |                                     | おる（おります） oru(orimasu)                      |
| 去     | 行く iku            | 行きます ikimasu       | いらっしゃる irassharu おいでになる o-ide ni naru | 伺う ukagau 参る mairu              | 参る（参ります） mairu (mairimasu)                 |
| 來     | 来る kuru           | 来ます kimasu          | いらっしゃる irassharu おいでになる o-ide ni naru | 伺う ukagau 参る mairu              | 参る（参ります） mairu (mairimasu)                 |
| 領受   | morau               | moraimasu              |                                                   | itadaku chōdai suru                 |                                                    |
| 給     | やる yaru           | やります yarimasu      |                                                   | あげる ageru 差し上げる sashi-ageru |                                                    |
| 給     | くれる kureru       | くれます kuremasu      | 下さる kudasaru                                   |                                     |                                                    |
| 做     | する suru           | します shimasu         | なさる nasaru                                     | いたす itasu                        | いたす（いたします） itasu (itashimasu)            |
| 叫、說 | 言う iu             | 言います iimasu        | おっしゃる ossharu                                | 申し上げる mōshi-ageru 申す mōsu    | 申す（申します） mōsu (mōshimasu)                  |
| 聽     | kiku                | kikimasu               | お耳に入る o-mimi ni hairu                        | haichō suru                         |                                                    |
| 訪問   | otozureru tazuneru  | otozuremasu tazunemasu |                                                   | 伺う ukagau                         |                                                    |
| 詢問   | tazuneru kiku       | tazunemasu kikimasu    |                                                   | 伺う ukagau                         |                                                    |
| 看     | miru                | mimasu                 | go-ran ni naru                                    | haiken suru                         |                                                    |
| 想     | 思う omou           | 思います omoimasu      | 規則變化 （お思いになる等） 思し召す oboshimesu   | 存じる zonjiru                      |                                                    |
| 見面   | 会う au             | 会います aimasu        | 規則變化 （お会いになる等）                       | お目にかかる o-me ni kakaru         |                                                    |
| 知道   | 知る shiru          | 知ります shirimasu     | ご存知だ go-zonji da                              | 存じる zonjiru 承知する shōchisuru  | 存じる（存じております） zonjiru(zonji te orimasu) |
| 通知   | 知らせる shira-seru | 知らせます shirasemasu |                                                   | お耳に入れる o-mimi ni ireru        |                                                    |
| 穿     | 着る kiru           | 着ます kimasu          | お召しになる omeshi ni naru                       |                                     |                                                    |
| 吃     | 食べる taberu       | 食べます tabemasu      | 召しあがる meshi-agaru                            | いただく itadaku                    | いただく（いただきます） itadaku (itadakimasu)     |
| 喝     | nomu                | nomimasu               | 召しあがる meshi-agaru                            | いただく itadaku                    | いただく（いただきます） itadaku (itadakimasu)     |
| 睡覺   | 寝る neru           | 寝ます nemasu          | お休みになる o-yasumi ni naru                     |                                     | 休む（休みます） yasumu (yasumimasu)               |
| 買     | kau                 | kaimasu                | お求めになる o-motome ni naru                     |                                     | 求める（求めます） motomeru (motomemasu)           |
| 死     | 死ぬ shinu          | 死にます shinimasu     | お亡くなりになる o-nakunari ni naru               |                                     | 亡くなる（亡くなります） nakunaru (nakunarimasu)   |

## 語用
如上所言，出席使用日語的許多社交場合必須使用敬語，以表達適當的身分關係和禮貌，而使用錯誤的敬語可能會使一些人感到受辱。然而，也有一些人反過來利用這點來達成侮辱他人的效果。另外，一些看法認為日語沒有任何作為髒話的單詞，但這單純是一種迷思，所有的人類語言都有做為髒話的單詞和其他的禁語，髒話普遍存在於所有的語言當中。雖然因為日本社會傳統的階級概念與隨之而生的敬語系統，使得人們可透過敬語系統的使用來達成侮辱的目的，但日語中一樣有一些單詞被視為髒話。詳情可見「日語髒話」。